# Lijst van voetbalinterlands Anguilla - Nicaragua
Deze lijst van voetbalinterlands is een overzicht van alle officiële voetbalwedstrijden tussen de nationale teams van Anguilla en Nicaragua. De landen speelden tot op heden drie keer tegen elkaar. De eerste ontmoeting was een kwalificatiewedstrijd voor het Wereldkampioenschap voetbal 2018 op 23 maart 2015 in Managua. Het laatste duel, een kwalificatiewedstrijd voor de CONCACAF Nations League 2019/20, vond plaats in Heredia (Costa Rica) op 14 oktober 2018.

## Wedstrijden
| № | Plaats     | Datum           | Competitie                                   | Wedstrijd            | Uitslag |
| - | ---------- | --------------- | -------------------------------------------- | -------------------- | ------- |
| 1 | Managua    | 23 maart 2015   | WK 2018 kwalificatie                         | Nicaragua − Anguilla | 5 − 0   |
| 2 | The Valley | 29 maart 2015   | WK 2018 kwalificatie                         | Anguilla − Nicaragua | 0 – 3   |
| 3 | Heredia    | 14 oktober 2018 | CONCACAF Nations League 2019/20 kwalificatie | Nicaragua − Anguilla | 6 − 0   |

## Samenvatting
| Competitie                           | Totaal gespeeld | Winst Anguilla | Gelijk | Winst Nicaragua | Doelsaldo Anguilla – Nicaragua |
| ------------------------------------ | --------------- | -------------- | ------ | --------------- | ------------------------------ |
| WK-kwalificatie                      | 2               | 0              | 0      | 2               | 0 − 8                          |
| CONCACAF Nations League-kwalificatie | 1               | 0              | 0      | 1               | 0 − 6                          |
| Totaal                               | 3               | 0              | 0      | 3               | 0 − 14                         |

Wedstrijden bepaald door strafschoppen worden, in lijn met de FIFA, als een gelijkspel gerekend.

## Details

### Eerste ontmoeting
| WK 2018 kwalificatie (Managua, Nicaragua, 23 maart 2015): |              | |
| Nicaragua | 5 – 0        | Anguilla |
| Luis Galeano 12' Luis Fernando Copete 24', 39' Juan Barrera 36' Norfran Lazo 63'                                                                                           | goals        | |
| Henry Duarte | bondscoach   | Richard Orlowski |
| Justo Lorente Josué Quijano Manuel Rosas 64' Jasson Casco Franklin López 72' Luis Fernando Copete 64' Carlos Chavarría Marlon López Norfran Lazo Luis Galeano Juan Barrera | opstellingen | Ryan Liddie Girdon Connor Germain Hughes 66' Vershawn Hodge 57' Steve Austin Khaloni Richardson Khalid Brooks Kapil Battice Adonijah Richardson Tarik Prentice Glenville Rogers |
| Alejandro Tapia 64' Cristhian Guttiérrez 64' Moisés Raúl Leguías 72' | wissels      | 57' Ruvin Richardson 66' Jonathan Guishard |

AFA · Anguillaans vrouwenelftal
1991 - 1999 · 
2000 – 2009 · 
2010 – 2019 ·
2020 − 2029
Amerikaanse Maagdeneilanden ·
Antigua en Barbuda ·
Bahama's · 
Barbados · 
Belize ·
Britse Maagdeneilanden · 
Dominica · 
Dominicaanse Republiek · 
El Salvador · 
Grenada · 
Guatemala ·
Guyana · 
Kaaimaneilanden · 
Montserrat ·
Nicaragua ·
Panama ·
Puerto Rico · 
Saint Kitts en Nevis · 
Saint Lucia ·
Saint Vincent en de Grenadines ·
Suriname ·
Trinidad en Tobago ·
Turks- en Caicoseilanden
FNF · 
A-internationals · 
Nicaraguaans vrouwenelftal
Anguilla ·
Argentinië ·
Bahama's ·
Barbados ·
Belize ·
Bermuda ·
Bolivia ·
Colombia ·
Costa Rica ·
Cuba ·
Curaçao ·
Dominica ·
Dominicaanse Republiek ·
El Salvador ·
Ghana ·
Guatemala ·
Haïti ·
Honduras ·
Iran ·
Jamaica ·
Kaaimaneilanden ·
Mexico ·
Montserrat ·
Nederlandse Antillen ·
Panama ·
Paraguay ·
Peru ·
Puerto Rico ·
Saint Kitts en Nevis ·
Saint Vincent en de Grenadines ·
Suriname ·
Trinidad en Tobago ·
Turks- en Caicoseilanden ·
Uruguay ·
Venezuela ·
Verenigde Staten